# Thaiphusa
Thaiphusa is een geslacht van kreeftachtigen uit de klasse van de Malacostraca (hogere kreeftachtigen).

## Soorten
- Thaiphusa chantaburiensis (Chuensri, 1973)
- Thaiphusa sirikit (Naiyanetr, 1992)
- Thaiphusa tenasserimensis (de Man, 1898)